# Han Ji-min
Han Ji-min (sinh ngày 5 tháng 11 năm 1982) là một nữ diễn viên người Hàn Quốc. Sau hai vai nhỏ trong phim All In và Dae Jang Geum, Ji-min có vai diễn đột phá trong phim dài tập thể loại báo thù Resurrection năm 2005. Sau đó, cô tiếp tục đảm nhận vai chính trong hai bộ phim truyền hình lịch sử Capital Scandal và Yi San, phim truyền hình hiện đại Cain and Abel và Padam Padam; phim truyền hình lãng mạn Hoàng tử gác mái, Familiar wife và Dazzling.
Nhờ phim điện ảnh Miss Baek năm 2018, cô đoạt được giải Nữ diễn viên chính xuất sắc nhất của Giải thưởng Điện ảnh Rồng Xanh và Giải thưởng Nghệ thuật Baeksang - hai trong ba giải thưởng danh giá nhất của điện ảnh Hàn Quốc (thường được gọi là "Grand Slam").

## Cuộc sống
Han Ji-min sinh ngày 5 tháng 11 năm 1982, tại Heishokdong, quận Dongjak, thành phố Seoul, Hàn Quốc. Cô tốt nghiệp ngành phúc lợi xã hội trường Đại học Nữ sinh Seoul.

### Hoạt động xã hội & quyên góp
Vốn tốt nghiệp ngành phúc lợi xã hội, Han Ji-min nổi tiếng vì tích cực tham gia hoạt động thiện nguyện và gây quỹ, thường là thông qua tổ chức cứu trợ Join Together Society. Năm 2009, cô viết và xuất bản cuốn sách We’re Already Friends: Han Ji-min's Philippines Donation Book (Chúng ta là bạn: Sách về đóng góp của Han Ji-min ở Phillipines), chứa những câu chuyện và tranh vẽ về thời gian cô đến giúp một trường làng ở vùng núi xa xôi tại Philippines. Sau đó cô quyên góp toàn bộ tiền kiếm được từ cuốn sách cho quỹ giáo dục trẻ em tại Triều Tiên và các quốc gia đang phát triển ở châu Á.
Năm 2012, cô được bổ nhiệm làm sứ giả thiện chí của Chương trình Môi trường Liên hợp quốc.
Cô được gọi là "biểu tượng nhân ái của đất nước", và đã được trao nhiều giải thưởng nhằm ghi nhận đóng góp của cô cho xã hội.

## Sự nghiệp

### 2003–2010: Khởi đầu & Đột phá
Han Ji-min bắt đầu sự nghiệp diễn xuất khi vẫn còn đang là học sinh trung học. Cô tham gia nhiều phim thương mại (CF) và video âm nhạc trước khi nhận được sự chú ý rộng rãi vào năm 2003 nhờ xuất hiện trong hai bộ phim truyền hình đình đám All In và Dae Jang Geum. Han Ji-min cho biết cô chưa từng mơ ước trở thành diễn viên chuyên nghiệp, nhưng đã thay đổi suy nghĩ này sau khi tham gia phim All In. Trong phim, cô đóng vai thuở nhỏ của diễn viên chính, do nữ diễn viên nổi tiếng Song Hye-kyo thủ vai.
Han Ji-min có vai diễn đột phá trong bộ phim dài tập được giới phê bình khen ngợi Resurrection năm 2005. Sau đó, cô tiếp tục thử thách bản thân bằng vai một tomboy đáng yêu nhưng đầy hoài bão, luôn mơ ước trở thành phi công, trong bộ phim điện ảnh đầu tay Blue Swallow.
Tai nạn xe hơi tại phim trường phim Wolf đã khiến Han Ji-min cùng bạn diễn Eric Mun bị thương nặng, khiến cho tiến trình làm phim liên tiếp bị dừng lại, và rồi ngừng hẳn dù chỉ mới phát sóng được ba tập. Sau khi Eric Mun hồi phục, hai diễn viên tái ngộ trong bộ phim Super Rookie Ranger (còn có tên là Invincible Parachute Agent hoặc Korea Secret Agency).
Han Ji-min tiếp tục đóng nhiều phim truyền hình, đặc biệt cô hóa thân thành một chiến sĩ kháng chiến gian khổ trong phim Capital Scandal và vai cung tần trong bộ phim truyền hình lịch sử Yi San. Vốn được khán giả yêu mến với hình ảnh ngọt ngào, thánh thiện,mỏng manh cùng những vai nhân vật lương thiện, Han Ji-min khiến khán giả kinh ngạc với màn lột xác thành người phụ nữ có sức quyến rũ chết người trong phim Detective K: Secret of the Virtuous Widow.

### 2011–2017: Đa dạng thể loại
Han Ji-min đóng vai một bác sĩ thú y theo lối sống yếm thế trong bộ phim Padam Padam, do biên kịch phim nổi tiếng Noh Hee-kyung viết kịch bản, phát sóng trên kênh truyền hình cáp mới ra mắt jTBC. Sau đó, cô đóng vai nữ chính trong phim Hoàng tử gác mái, kể về một vị vương tử thời Triều Tiên xuyên không tới thế kỷ 21 và gặp được một người phụ nữ giống hệt người vợ quá cố của mình. Độ nổi tiếng của phim giúp Han Ji-min đoạt được một số giải thưởng và nâng tầm tên tuổi quốc tế của cô lên, đặc biệt là tại Nhật Bản.
Tháng Mười năm 2013, Han Ji-min rời công ty quản lý S.M. Entertainment's SM C&C và gia nhập BH Entertainment của Lee Byung-hun.
Năm 2014, cô tham gia phim hài lãng mạn The Plan Man, kể về một anh chàng thủ thư sống ngăn nắp và mắc chứng sợ bẩn đem lòng yêu một cô nhạc sĩ phóng túng thích phiêu lưu. Tiếp đó, trong phim lịch sử The Fatal Encounter, cô vào vai Trinh Thuần Vương hậu, người đang tổ chức một cuộc chiến tranh quyền đoạt vị với cháu nội (trên danh nghĩa) - vua Chính Tổ. Han Ji-min tái ngộ với bạn diễn Hyun Bin (phim The Fatal Encounter) trong bộ phim Hyde, Jekyll, Me năm 2015, cô vào vai một nghệ sĩ xiếc đem lòng yêu ông chủ một công viên chủ đề mắc chứng đa nhân cách.
Năm 2016, Han Ji-min nhận vai trong phim hành động kịch tính The Age of Shadows, kể về những âm mưu và phản trắc trong một nhóm người đấu tranh kháng Nhật đòi độc lập trong thập niên 1920. Năm 2017, Han Ji-min tham gia bộ phim lãng mạn ngắn có tựa đề Two Rays of Light, cùng với bạn diễn là Park Hyung-sik.

### 2018–nay: Gặt hái thành công
Năm 2018, Han Ji-min tham gia đóng vai chính trong bộ phim Miss Baek, trong phim cô thủ vai nhân vật Baek, một người phụ nữ có tiền án, sống khép kín vì sự kỳ thị xã hội. Màn nhập vai của Han Ji-min đã giúp cô giành được giải Diễn viên chính xuất sắc nhất của Giải thưởng Điện ảnh Rồng Xanh danh giá và Giải thưởng Nghệ thuật Baeksang, cùng với nhiều giải thưởng tại các liên hoan phim lớn khác. Cũng trong năm này, cô quay trở lại màn ảnh nhỏ với bộ phim truyền hình kỳ ảo lãng mạn Người vợ thân quen (Familiar Wife) hóa thân vào vai một người vợ bình thường, tính hay cáu gắt.
Năm 2019, Han Ji-min đóng vai chính trong hai phim truyền hình: phim tâm lý tình cảm kỳ ảo Đôi mắt rực rỡ (Dazzling) và phim lãng mạn Một đêm xuân (One Spring Night).
Năm 2020, Han Ji-min xác nhận tham gia đóng bộ phim truyền hình Here, do Noh Hee-kyung viết kịch bản, phim xoay quanh các tình nguyện viên của tổ chức phi chính phủ. Do tác động của dịch Covid-19 nên công việc làm phim đã bị hoãn vô thời hạn.
Năm 2021, Han Ji-min xác nhận vào vai nữ giám đốc khách sạn trong phim Happy New Year. Phim khởi quay từ ngày 19 tháng 4, quy tụ dàn diễn viên đình đám của điện ảnh Hàn Quốc như Lee Dong Wook, Kang Ha Neul, YoonA, Lee Kwang Soo...
Cũng trong năm 2021, Han Ji-min xác nhận tham gia phim truyền hình Our Blues, do Noh Hee-Kyung viết kịch bản, phim dự kiến sẽ phát sóng vào năm 2022.  Phim lấy đề tài về cuộc sống, chia sẻ các câu chuyện của mọi người tại các giai đoạn trong cuộc đời.

## Danh sách phim & chương trình

### Phim truyền hình
| Năm  | Tựa phim                 | Vai                                   | Kênh    |
| ---- | ------------------------ | ------------------------------------- | ------- |
| 2003 | All In                   | Min Soo-Yeon (lúc trẻ)                | SBS     |
| 2003 | Good Person              | Oh Soon-Jung                          | MBC     |
| 2003 | Dae Jang Geum            | Shin-Bi                               | MBC     |
| 2004 | Déjà vu (tập Drama City) | Soo-Yeon                              | KBS2    |
| 2005 | Memory ( tập Drama City) | Soo-Kyung                             | KBS2    |
| 2005 | Resurrection             | Seo Eun-Ha                            | KBS2    |
| 2006 | Wolf                     | Han Ji-Soo                            | MBC     |
| 2006 | Great Inheritance        | Yoo Mi-Rae                            | KBS2    |
| 2006 | Super Rookie Ranger      | Gong Joo-Yeon                         | SBS     |
| 2007 | Capital Scandal          | Na Yeo-Kyung                          | KBS2    |
| 2007 | Yi San                   | Seong Song-Yeon / Nghi tần Thành thị  | MBC     |
| 2009 | Cain and Abel            | Oh Young-Ji                           | SBS     |
| 2011 | Padam Padam              | Jung Ji-Na                            | jTBC    |
| 2012 | Rooftop Prince           | Park Ha/Hong Bu-Yong                  | SBS     |
| 2015 | Hyde Jekyll, Me          | Jang Ha-Na                            | SBS     |
| 2016 | Dramaworld               | Chính bản thân cô (vai khách mời)     | Netflix |
| 2016 | Don't Dare to Dream      | Dr. Han Ji-Min (vai khách mời tập 11) | SBS     |
| 2018 | Familiar Wife            | Seo Woo-Jin                           | tvN     |
| 2019 | Dazzling                 | Kim Hye-Ja                            | jTBC    |
| 2019 | One Spring Night         | Lee Jung-In                           | MBC     |
| 2022 | Beyond the Memory        | vợ Jae-hyun                           | TVING   |
| 2022 | Our Blues                | Lee Young-ok                          | TBA     |
| 2023 | Behind Your Touch        | Bong Ye-bun                           | JTBC    |

### Phim điện ảnh
| Năm  | Tựa phim                                  | Vai                   | Ghi chú            |
| ---- | ----------------------------------------- | --------------------- | ------------------ |
| 2005 | The Act 1, Chapter 2                      | Man (lồng tiếng)      | Phim hoạt họa ngắn |
| 2005 | Blue Swallow                              | Lee Jung-Hee          |                    |
| 2007 | The Cut                                   | Seon-Hwa              |                    |
| 2011 | Detective K: Secret of the Virtuous Widow | Han Kaek-Ju           |                    |
| 2012 | Ending Note                               |                       | Người dẫn chuyện   |
| 2014 | The Plan Man                              | Yoo So-Jung           |                    |
| 2014 | The Fatal Encounter                       | Trinh Thuần Vương hậu |                    |
| 2015 | Salut d'Amour                             | Kim Min-Jung          |                    |
| 2016 | The Age of Shadows                        | Yeon Gye-Soon         |                    |
| 2017 | Relumino:Two Rays of Light                | Soo-young             | Phim ngắn          |
| 2018 | Keys to the Heart                         | Han Ga-Yool           |                    |
| 2018 | Herstory                                  | Teacher               | Vai khách mời      |
| 2018 | Miss Baek                                 | Baek Sang-Ah          |                    |
| 2018 | Sovereign Default                         |                       | Vai khách mời      |
| 2020 | Josée                                     | Josée                 |                    |
| 2021 | A Year-End Medley                         | So Jin                |                    |

### Chương trình truyền hình
| Năm       | Tên                  | Kênh                            | Vai trò              | Ghi chú | Nguồn  |
| --------- | -------------------- | ------------------------------- | -------------------- | ------- | ------ |
| 2006–2008 | Entertainment Weekly | KBS2                            | Dẫn chương trình     |         | [ 27 ] |
| 2021      | Off The Grid         | Discovery Channel / SKY Channel | Người tham gia chính |         | [ 28 ] |

### Dẫn chương trình
| Năm  | Tên                                    | Kênh              | Ghi chú          | Nguồn  |
| ---- | -------------------------------------- | ----------------- | ---------------- | ------ |
| 2018 | 23rd Busan International Film Festival | Naver TV, YouTube | cùng Kim Nam-gil | [ 29 ] |

## Sách
| Năm  | Tựa đề                                                        | Nhà xuất bản     |
| ---- | ------------------------------------------------------------- | ---------------- |
| 2009 | We're Already Friends: Han Ji-min's Philippines Donation Book | Book Log Company |

## Giải thưởng và đề cử
| Năm  | Giải thưởng                                    | Hạng mục                                                                   | Tác phẩm được đề cử | Kết quả   | Nguồn         |
| ---- | ---------------------------------------------- | -------------------------------------------------------------------------- | ------------------- | --------- | ------------- |
| 2004 | KBS Drama Awards                               | Diễn viên xuất sắc nhất trong một phim One-act/Drama Special               | Déjà vu             | Đoạt giải | [ 30 ]        |
| 2005 | KBS Drama Awards                               | Diễn viên mới xuất sắc nhất                                                | Resurrection        | Đoạt giải | [ 31 ]        |
| 2005 | KBS Drama Awards                               | Cặp đôi xuất sắc nhất (với Uhm Tae-woong)                                  | Resurrection        | Đoạt giải |               |
| 2006 | 43rd Grand Bell Awards                         | Diễn viên mới xuất sắc nhất                                                | Blue Swallow        | Đề cử     |               |
| 2007 | 28th Blue Dragon Film Awards                   | Diễn viên mới xuất sắc nhất                                                | The Cut             | Đề cử     |               |
| 2007 | MBC Drama Awards                               | Nữ diên viên xuất sắc                                                      | Yi San              | Đoạt giải | [ 32 ]        |
| 2007 | KBS Drama Awards                               | Nữ diên viên xuất sắc                                                      | Capital Scandal     | Đoạt giải | [ 32 ]        |
| 2007 | KBS Drama Awards                               | Cặp đôi xuất sắc nhất với Kang Ji-hwan                                     | Capital Scandal     | Đoạt giải | [ 32 ]        |
| 2007 | KBS Drama Awards                               | Giải thưởng do cộng đồng mạng bình chọn (cho nữ)                           | Capital Scandal     | Đoạt giải | [ 32 ]        |
| 2008 | 44th Baeksang Arts Awards                      | Nữ diễn viên chính xuất sắc nhất                                           | Capital Scandal     | Đề cử     |               |
| 2009 | Ministry of Health and Welfare                 | Bằng khen của Bộ trưởng                                                    | —                   | Đoạt giải | [ 33 ]        |
| 2011 | 6th Asia Model Festival Awards                 | Giải Ngôi sao nổi tiếng BBF                                                | —                   | Đoạt giải | [ 34 ]        |
| 2012 | 46th Taxpayer's Day                            | Bằng khen của Tổng thống dành cho công dân đóng thuế gương mẫu             | —                   | Đoạt giải | [ 35 ]        |
| 2012 | 1st K-Drama Star Awards                        | Giải thưởng diễn viên xuất sắc (cho nữ)                                    | Padam Padam         | Đoạt giải | [ 36 ]        |
| 2012 | 6th Mnet 20's Choice Awards                    | Female Drama Star Ngôi sao nữ của phim truyền hình 20                      | Rooftop Prince      | Đoạt giải | [ 37 ]        |
| 2012 | 7th Seoul International Drama Awards           | Korean Actress Nữ diễn viên Hàn Quốc xuất sắc                              | Rooftop Prince      | Đoạt giải | [ 38 ]        |
| 2012 | 5th Korea Drama Awards                         | Top diễn viên xuất sắc (nữ)                                                | Rooftop Prince      | Đoạt giải | [ 39 ]        |
| 2012 | SBS Drama Awards                               | Top diễn viên xuất sắc, nữ diễn viên trong một Drama Special               | Rooftop Prince      | Đoạt giải | [ 40 ]        |
| 2012 | SBS Drama Awards                               | Top 10 Ngôi sao                                                            | Rooftop Prince      | Đoạt giải | [ 40 ]        |
| 2012 | SBS Drama Awards                               | Cặp đôi xuất sắc nhất với Park Yuchun                                      | Rooftop Prince      | Đoạt giải | [ 40 ]        |
| 2014 | 3rd KOPA & NIKON Press Photo Awards            | Nữ diễn viên ăn ảnh nhất                                                   | —                   | Đoạt giải | [ 41 ]        |
| 2015 | SBS Drama Awards                               | Top diễn viên xuất sắc, nữ diễn viên trong một Drama Special               | Hyde, Jekyll, Me    | Đề cử     |               |
| 2015 | 35th Golden Cinema Festival                    | Nữ diễn viên phụ xuất sắc nhất                                             | Salut d'Amour       | Đoạt giải | [ 42 ]        |
| 2016 | 53rd Grand Bell Awards                         | Nữ diễn viên phụ xuất sắc nhất                                             | The Age of Shadows  | Đề cử     |               |
| 2017 | 37th Golden Cinema Festival                    | Nữ diễn viên phụ xuất sắc nhất                                             | The Age of Shadows  | Đoạt giải | [ 43 ]        |
| 2017 | 53rd Baeksang Arts Awards                      | Nữ diễn viên phụ xuất sắc nhất                                             | The Age of Shadows  | Đề cử     |               |
| 2017 | Ministry of Health and Welfare                 | Giải thưởng sẻ chia hạnh phúc                                              | —                   | Đoạt giải | [ 44 ]        |
| 2018 | 6th Marie Claire Asia Star Awards              | Giải Marie Claire                                                          | Miss Baek           | Đoạt giải | [ 45 ]        |
| 2018 | 3rd London East Asia Film Festival             | Nữ diễn viên chính xuất sắc nhất                                           | Miss Baek           | Đoạt giải | [ 46 ] [ 47 ] |
| 2018 | 38th Korean Association of Film Critics Awards | Nữ diễn viên chính xuất sắc nhất                                           | Miss Baek           | Đoạt giải | [ 48 ]        |
| 2018 | 39th Blue Dragon Film Awards                   | Nữ diễn viên chính xuất sắc nhất                                           | Miss Baek           | Đoạt giải | [ 49 ]        |
| 2018 | 5th Korean Film Producers Association Awards   | Nữ diễn viên chính xuất sắc nhất                                           | Miss Baek           | Đoạt giải | [ 50 ]        |
| 2018 | 19th Women in Film Korea Festival              | Nữ diễn viên chính xuất sắc nhất                                           | Miss Baek           | Đoạt giải | [ 51 ]        |
| 2018 | Cine 21 Awards                                 | Nữ diễn viên chính xuất sắc nhất                                           | Miss Baek           | Đoạt giải | [ 52 ]        |
| 2019 | 10th KOFRA Film Awards                         | Nữ diễn viên chính xuất sắc nhất                                           | Miss Baek           | Đoạt giải | [ 53 ]        |
| 2019 | 19th Director's Cut Awards                     | Nữ diễn viên chính xuất sắc nhất                                           | Miss Baek           | Đoạt giải | [ 54 ]        |
| 2019 | 24th Chunsa Film Art Awards                    | Nữ diễn viên chính xuất sắc nhất                                           | Miss Baek           | Đề cử     | [ 55 ]        |
| 2019 | 28th Buil Film Awards                          | Nữ diễn viên chính xuất sắc nhất                                           | Miss Baek           | Đề cử     | [ 56 ]        |
| 2019 | 21st Asian Film Critics Association Awards     | Nữ diễn viên chính xuất sắc nhất                                           | Miss Baek           | Đề cử     |               |
| 2019 | 13th Asian Film Awards                         | Nữ diễn viên chính xuất sắc nhất                                           | Miss Baek           | Đề cử     | [ 57 ]        |
| 2019 | 55th Baeksang Arts Awards                      | Nữ diễn viên chính xuất sắc nhất                                           | Miss Baek           | Đoạt giải | [ 58 ]        |
| 2019 | 10th Korean Popular Culture & Arts Awards      | Bằng khen của Thủ tưởng                                                    | —                   | Đoạt giải | [ 59 ]        |
| 2019 | 38th MBC Drama Awards                          | Giải thưởng lớn (Daesang)                                                  | One Spring Night    | Đề cử     | [ 60 ] [ 61 ] |
| 2019 | 38th MBC Drama Awards                          | Top diễn viên xuất sắc, nữ diễn viên đóng trong miniseries thứ tư -thứ năm | One Spring Night    | Đoạt giải | [ 60 ] [ 61 ] |
| 2020 | 56th Grand Bell Awards                         | Nữ diễn viên chính xuất sắc nhất                                           | Miss Baek           | Đề cử     |               |

### Danh sách ảnh hưởng
| Đơn vị xuất bản | Năm  | Tên danh sách                                    | Thứ hạng | Nguồn  |
| --------------- | ---- | ------------------------------------------------ | -------- | ------ |
| Forbes          | 2019 | Những người nổi tiếng Hàn Quốc có quyền lực nhất | 8th      | [ 62 ] |